# Jun Kuki
Jun Kuki (九鬼 潤?, Kuki Jun; Yokkaichi, 28 dicembre 1945) è un ex tennista giapponese.

## Carriera
In carriera ha raggiunto tre finali nel singolare, al Japan Open Tennis Championships nel 1972, all'ATP Barcellona nel 1976 e all'ATP Palma nello stesso anno. Nei tornei del Grande Slam ha ottenuto il suo miglior risultato raggiungendo il terzo turno nel singolare all'Open di Francia nel 1971, e nel doppio misto a Wimbledon nel 1974.
In Coppa Davis ha giocato un totale di 17 partite, ottenendo 11 vittorie e 6 sconfitte.

## Statistiche

### Singolare

#### Finali perse (3)
| Numero | Anno            | Torneo                                 | Superficie  | Avversario in finale | Punteggio          |
| 1.     | 22 ottobre 1972 | Japan Open Tennis Championships, Tokyo | Cemento     | Toshiro Sakai        | 3-6, 3-6           |
| 2.     | 11 aprile 1976  | ATP Barcellona, Barcellona             | Terra rossa | Paolo Bertolucci     | 1-6, 6-3, 1-6, 6-7 |
| 3.     | 25 aprile 1976  | ATP Palma, Palma di Maiorca            | Terra rossa | Buster Mottram       | 6-7, 3-6, 3-6      |